# Zwartkoptrogon
De zwartkoptrogon (Trogon melanocephalus) is een vogel uit de familie Trogonidae.

## Verspreiding en leefgebied
Deze soort komt voor van zuidoostelijk Mexico tot noordelijk Costa Rica.

## Status
De grootte van de populatie is in 2008 geschat op 50.000-500.000 volwassen vogels. Op de Rode lijst van de IUCN heeft deze soort de status niet bedreigd.